# Крамаренко Лев Юрійович

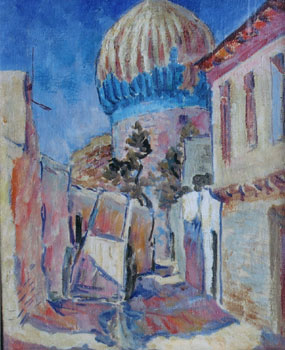
Лев Крамаренко. Провулок біля Гур-Еміра. 1934. Полотно, олія

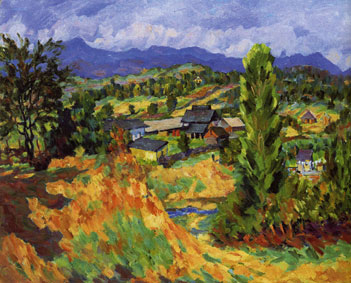
Лев Крамаренко. Пейзаж. Полотно, олія

Лев Ю́рійович Крамаре́нко (* 1 (13) січня 1888, Умань, тепер Черкаської області — † 5 березня 1942, Самарканд) — український живописець і графік.

## Біографічні дані
Навчався у 1906—1908 роках у Петербурзькій академії мистецтв у Дмитра Кардовського, 1911 року — у Паризькій академії мистецтв. З 1913 брав участь в різних виставках. У 1918-1932 р працював в Україні. Спочатку був директором Глинської керамічної школи, пізніше - керівником Межигірського художньо-керамічного технікуму, створеного на базі Межигірської фаянсової фабрики поблизу Києва. З 1921 року викладав в Києві в Українській академії мистецтв, а в 1923 році, після перетворення академії на Київський інститут пластичних мистецтв, який в результаті об'єднання з Київським архітектурним інститутом в 1924 році отримав назву Київський художній інститут, став його ректором і деканом факультету.
Був членом Об'єднання сучасних митців України (від 1927 року), з орієнтацією на авангардне західне мистецтво, до якого приєдналися Віктор Пальмов, Анатоль Петрицький, Олександр Богомазов, мистецтвознавець Федір Ернст, та інші художники Харкова, Одеси, Житомира. 
Серед учнів Левка Крамаренка - відомі українські живописці і графіки: його дружина Ірина Жданко, Ірина Беклемішева, Павло Іванченко, Федір Кумпан, Юрій Садиленко, Дмитро Шавикін та інші.

## Твори
- Брав участь в оформленні
  - дитячого містечка імені Леніна в Києві (1924).
  - конференц-залу АН УРСР (1930),
  - клубу «Серп і Молот» у Москві (1934),
  - Київського російського драматичного театру (тепер імені Лесі Українки; 1936—1937).
- Картини:
  - «Робітниця» (1927);
  - «Натюрморт із самоваром» (1929);
  - «Заводське селище. Донбас» (1937);
  - «Дерева біля яру» (1938);
  - «Сріблясті далі. Самарканд» (1942).

Малював пейзажі Донбасу, Криму, Середньої Азії.